# Horex AM
De Horex AM is de eerste complete motorfiets die het Duitse merk Horex produceerde. 

## Voorgeschiedenis
Horex was ontstaan omdat Fritz Kleemann, de zoon van de weckglasfabrikant Friedrich Kleemann, besloot om motorfietsen te gaan produceren. De conservenglasfabriek van zijn vader in Bad Homburg droeg de naam "REX" en samen met de eerste letters van HOmburg ontstond de naam "HOREX". Fritz had als auto- en motorcoureur wel enige kennis van techniek, maar het bedrijf werd in 1923 opgezet in een productiehal van de conservenglasfabriek waar het "Gnom" 63cc-hulpmotortje van de nabijgelegen Motorenfabrik Oberursel in bestaande fietsframes werd gemonteerd. Zo was er van echte motorfietsen nog geen sprake, maar hoofdingenieur Eduard Freise van de MO had inmiddels ook een meer serieuze inbouwmotor voor motorfietsen ontwikkeld, de 246cc-Columbus AIM-motor. Columbus was bij de Motorenfabrik Oberursel inmiddels een afzonderlijk bedrijf onder directie van Eduard Freise, opgezet om de eigen productie van inbouwmotoren te behouden na de overname van de hoofdfabriek door de Gasmotorenfabrik Deutz. Voor de inbouwmotor waren wel klanten te vinden: Bücker, Goetz, Tornax, Hercules en Zürtz-Rekord.

## Horex AM
De familie Kleemann besloot om met de Columbus AIM-motor zelf motorfietsen te gaan bouwen, maar productiemogelijkheden waren er feitelijk niet. Er zouden nu immers motorfietsframes moeten komen voor de inbouw van de motor. Die werden gevonden bij de Maschinenfabrik Stein in Frankfurt am Main, waar de Dolf-motorfietsen werden gebouwd. De frames werden overgebracht naar Bad Homburg waar ze met de Columbus-motor werden samengebouwd. Een lokale smid maakte de schetsplaten om het blok passend te maken voor het frame. Men kocht Britse Druid-parallellogramvorken in en de machine kreeg een vierversnellingsbak. Zo ontstond een betaalbare gebruiksmachine, die naar de mode van de tijd nog geen achtervering had, een flattank bezat en naar wens voorzien kon worden van een carbidlamp. De machine werd een kassucces, maar de productie eindigde waarschijnlijk al snel door de expansiedrift van Fritz Kleemann, die Columbus overnam en Freise meteen opdracht gaf voor de ontwikkeling van de veel zwaardere Horex T 5. 